# أل شميد
أل شميد (بالإنجليزية: Al Schmid)‏ هو عسكري أمريكي، ولد في 20 أكتوبر 1920 في Burholme, Philadelphia ‏ في الولايات المتحدة، وتوفي في 1 ديسمبر 1982 في سانت بيترسبرغ في الولايات المتحدة.